# Blattegert

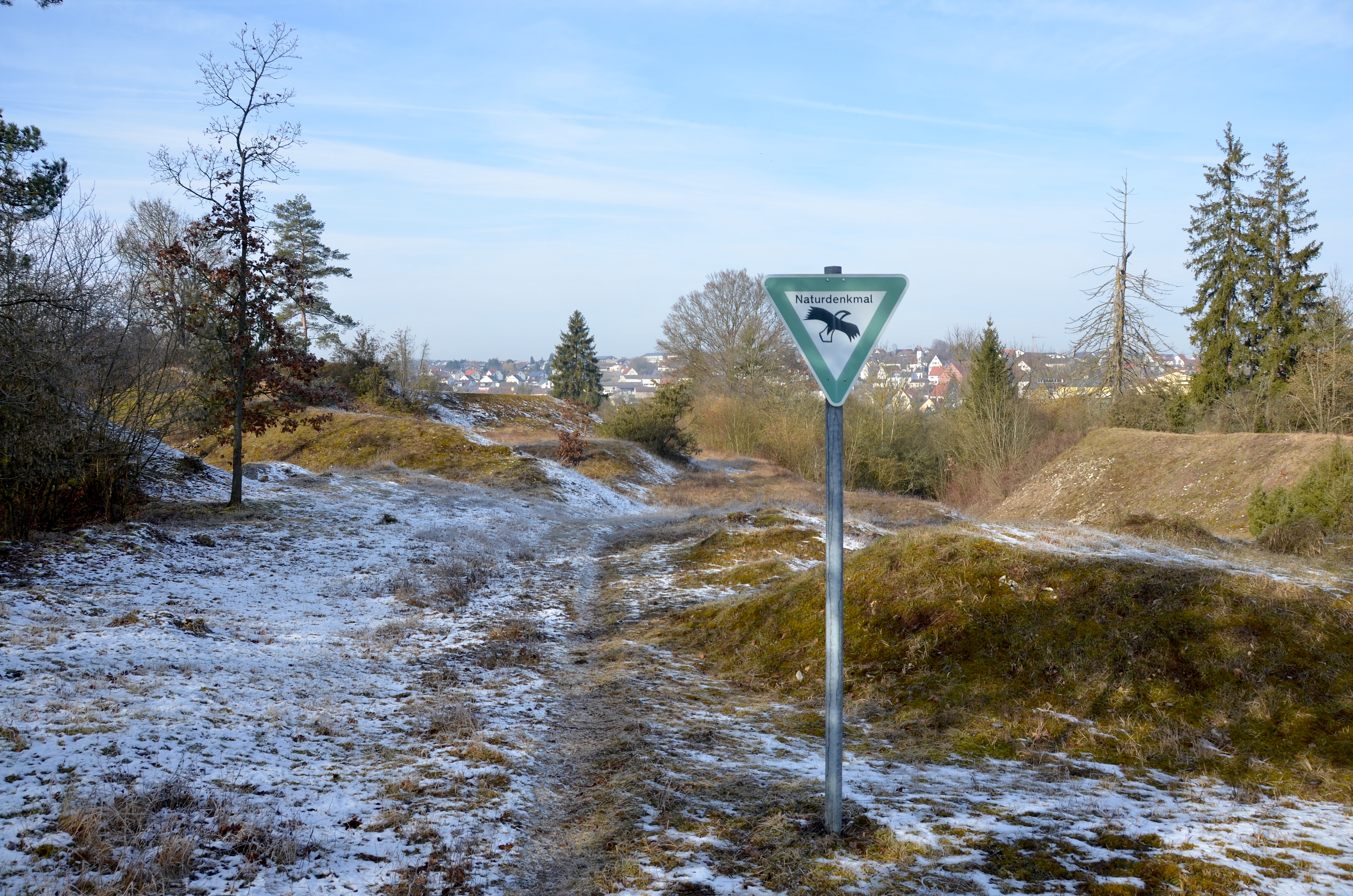
Blattegert im Winter, im Hintergrund Ulm-Mähringen

Der (oder auch das) Blattegert ist ein flächenhaftes Naturdenkmal zwischen den Ulmer Stadtteilen Oberer Eselsberg und Mähringen in den Gewannen Augstletweg, Blattegert und Steigäcker. Es handelt sich um einen aufgelassenen Kalksteinbruch (Bankkalke des Weißjura) mit Halbtrockenrasen, Saumvegetation und Beständen aus Gehölzsukzessionen. Hier wurde Baumaterial für die Ulmer Bundesfestung gewonnen.

## Naturschutz
Erst zwischen 2001 und 2005 in seinem Wert erkannt und von Bewuchs befreit, ist er jetzt (Stand 2020) Bestandteil des Landschaftspflegeprogramms der Stadt Ulm und wird, um erneutes Zuwachsen zu verhindern, planmäßig mit Schafen, Ziegen und Eseln beweidet.
Im Blattegert kommen mehrere geschützte Pflanzenarten vor (z. B. Schlüsselblumen und Küchenschellen) und seltene Schmetterlingsarten (z. B. Roter Scheckenfalter, Kreuzdorn-Zipfelfalter und Rotbraunes Wiesenvögelchen). Der Apollofalter soll hier wieder angesiedelt werden.

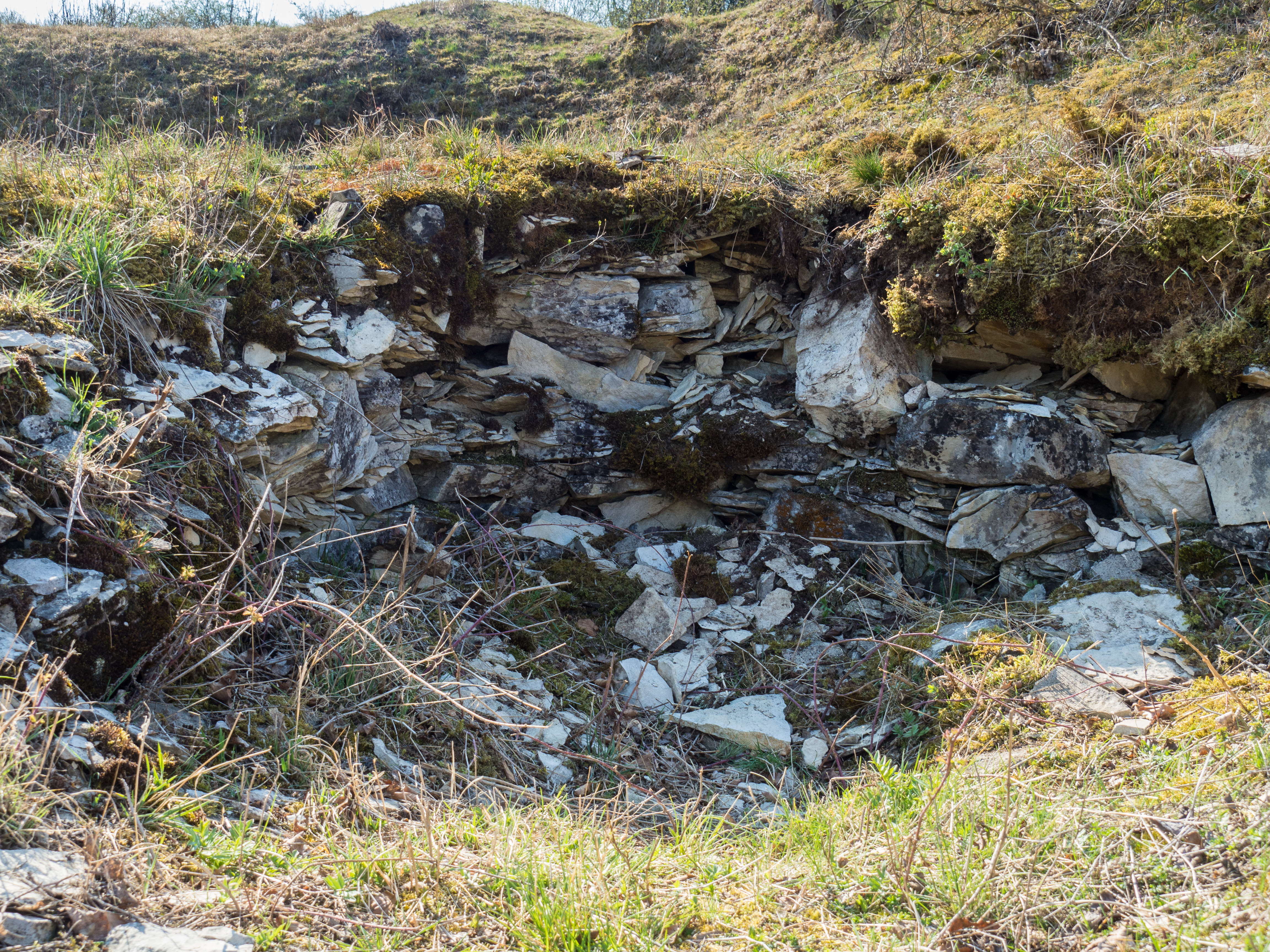
Hier tritt der Kalkstein, der früher abgebaut wurde, zu Tage.
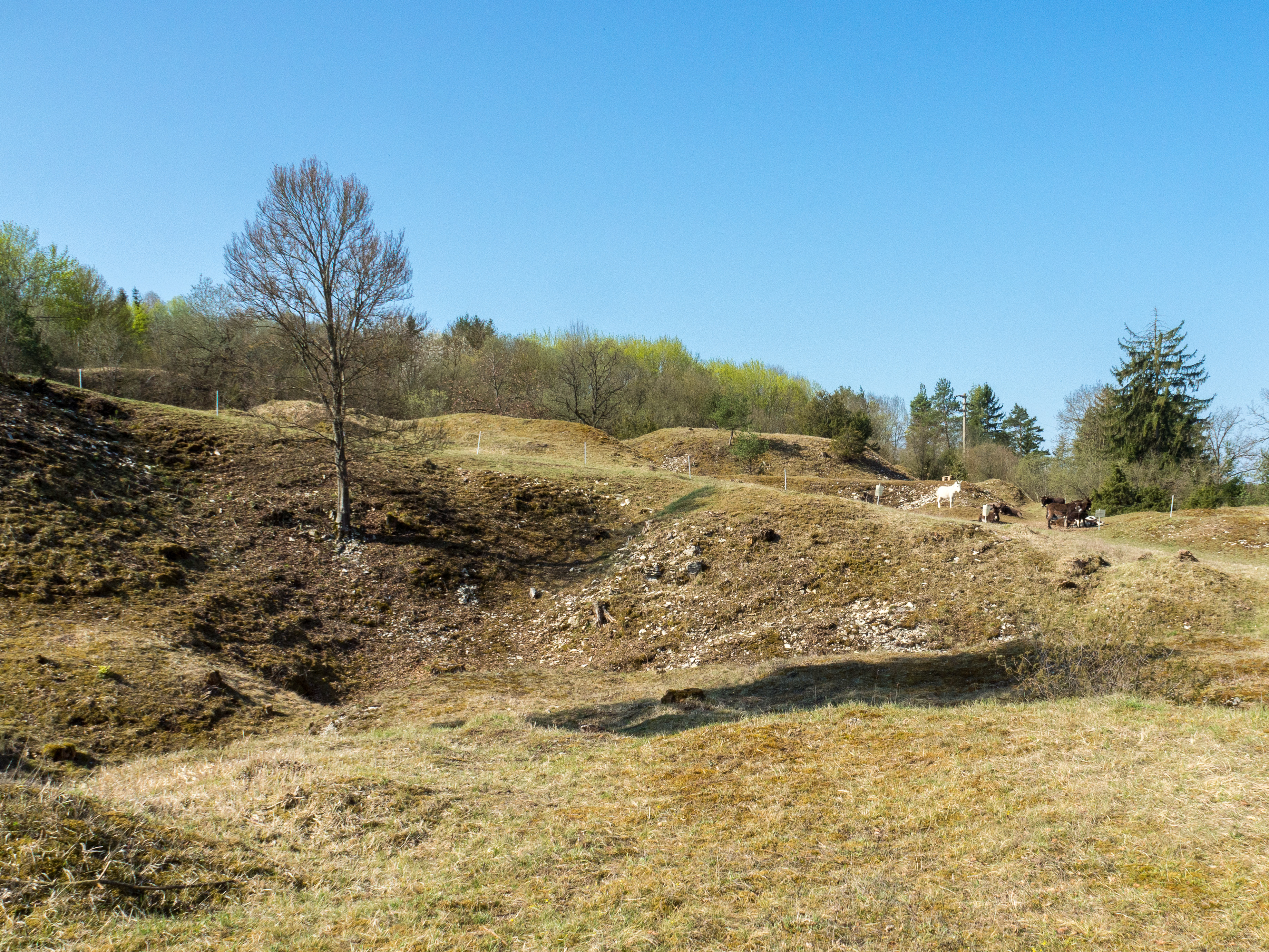
Landschaft im ehemaligen Steinbruch Blattegert, im Hintergrund Esel zur Beweidung
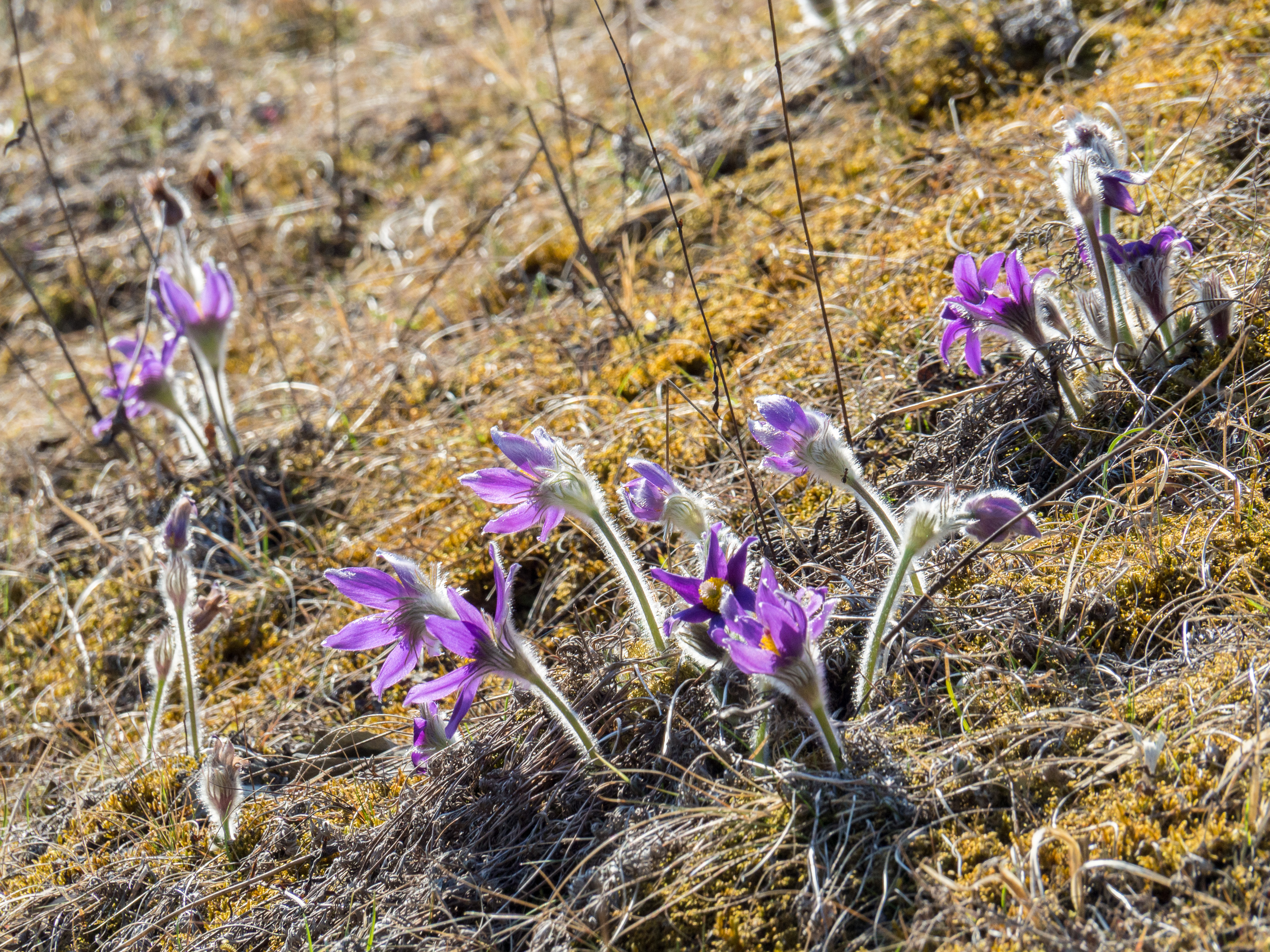
Küchen- oder Kuhschellen im Frühling
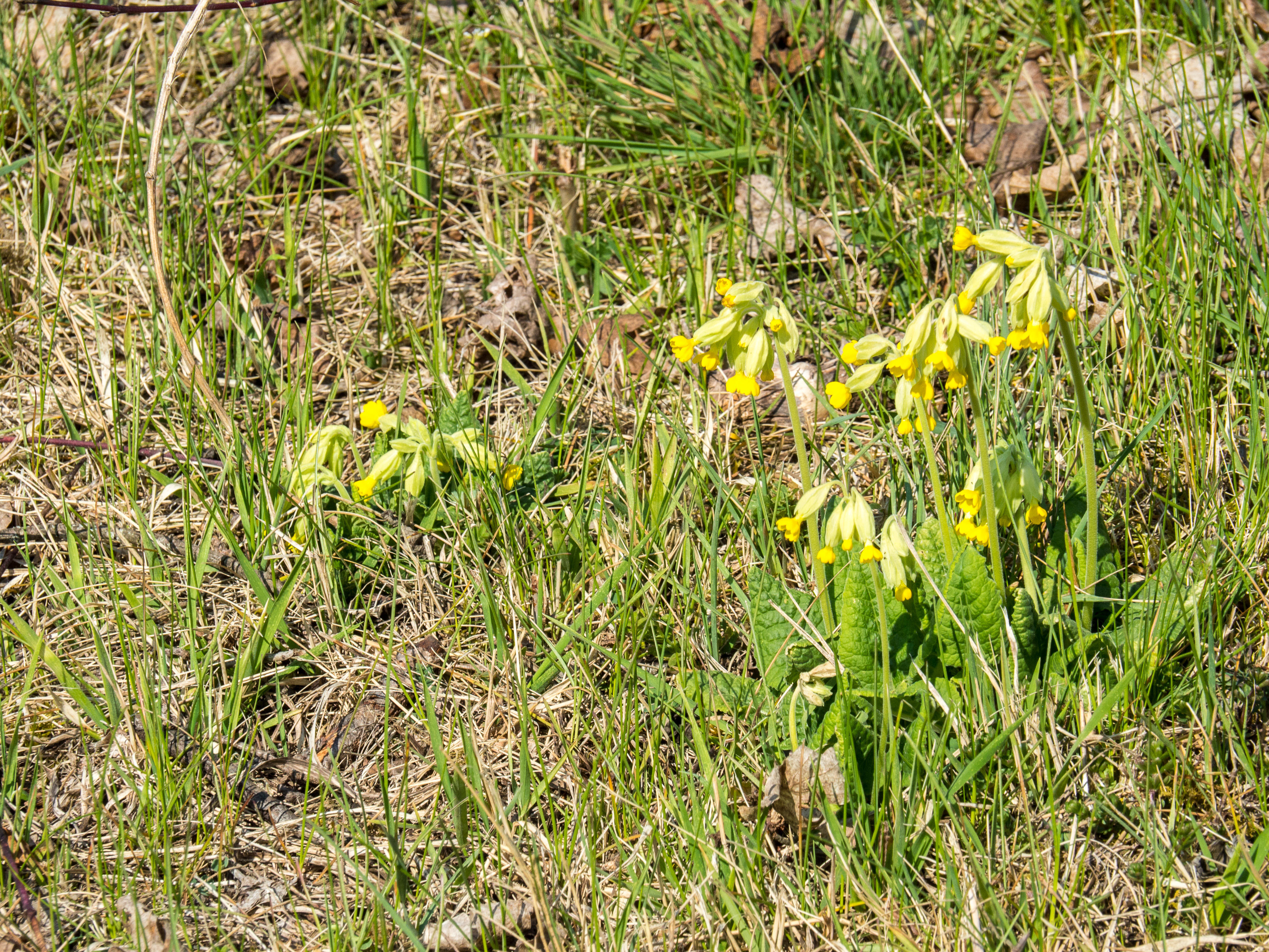
Schlüsselblumen im Frühling